# 카를 라데크
카를 라데크(독일어: Karl Radek, 러시아어: Каáрл Бернга́рдович Ра́дек 카를 베르가르데비치 라덱[*], 1885년 10월 31일~1939년 5월 19일)는 오스트리아-헝가리와 소련의 공산주의 활동가로 공산주의 지도자였다.

## 생애
오스트리아-헝가리 렘베르크(현재의 우크라이나 리비우)의 리트바크 유대인 가정에서 출생했다. 본명은 카롤 조벨존(독일어: Karol Sobelsohn)이다. 크라쿠프 대학교와 베른 대학교에서 공부했다. 1898년부터 러시아 사회민주노동당의 당원으로 바르샤바에서 1905년 혁명에 참가했다가 러시아에서 1년간 감옥생활을 하였다.
제1차 세계대전 중에는 좌파 기관지의 필자로 명성을 떨쳤으며 반전운동을 펼쳤다. 1917년 10월 혁명 후에 페트로그라드로 들어가 볼셰비키의 활동당원이 되었다. 1918년부터 1920년까지는 독일로 들어가 공산당을 조직하는 일을 하였다.
그 후 러시아로 돌어가 코민테른의 주요직책을 맡았고 1923년 코민테른의 대표자격으로 독일로 돌아가 제2차 공산혁명을 준비했으나 봉기가 실패했고 스탈린은 그에 대한 책임을 물어 라데크를 코민테른 서기 및 소련 공산당 중앙위원회 위원직에서 해임시켰다. 그 후 모스크바 중산 대학의 총장을 지냈고 스탈린과 트로츠키의 권력투쟁의 와중에 트로츠키주의자로 몰려 실각하고 우랄 산맥의 강제수용소로 추방되었다.
1930년 그는 전향하여 스탈린으로부터 다시 복권되었고 1936년 소비에트 헌법을 만드는 데 참여하였다. 그러나 1930년대 대숙청의 와중에 트로츠키파로 몰려 다시 실각했고 1937년 10년형을 언도받았다.
그는 강제수용소에서 동료죄수들과의 싸움의 와중에 죽었다고 전해지지만 니키타 흐루쇼프 시절 내무인민위원회 요원에 의해 암살당한 것으로 밝혀졌다.
1988년 그는 소련 최고법원에 의해 다시 복권되었다.

## 저서
- 《독일혁명》(3권, 1918)
- 《코민테른의 5년간》(2권, 1924)